# Sarah Bonnici
Sarah Bonnici (Westport, Estados Unidos; 30 de Maio de 1998) é uma cantora e contabilista maltesa. Representou Malta no Festival Eurovisão da Canção de 2024 com a canção «Loop».

## Vida pessoal e juventude
Sarah Bonnici tem suas origens na Ilha de Gozo, Malta. É filha de Marcel Bonnici, diretor-executivo da Mercury Towers e dos Ħamrun Spartans FC. Tem um mestrado em contabilidade.

## Carreira
A Sarah foi orientada pela cantora maltesa-brasileira Miriam Christine desde tenra idade. Em 2009, competiu na seleção nacional maltesa para o Festival Eurovisão da Canção Júnior de 2009, com a música «The Mambo Song», terminando em terceiro lugar. No ano seguinte, venceu a 4.ª edição do festival «L-Għanja Tal-Maltin», ficando em primeiro lugar na sua faixa etária com uma canção escrita por Miriam Christine e ganhando o prémio de melhor voz dentro do mesmo concurso. Em 2010, participou novamente na seleção nacional maltesa para o Festival Eurovisão da Canção Júnior de 2010, ficando desta vez em 7.º lugar com a canção «Kitty Kitty Cat». Esta participação deu-lhe a oportunidade de se juntar à representante de Malta, Nicole Azzopardi, como dançarina, na edição daquele ano.
Durante a sua adolescência, a Sarah participou em vários concursos internacionais de música fora da sua terra natal, Malta, incluindo o festival «Trixie» na Bulgária, o festival «Carpathians Star» na Roménia e o festival «Star to Born» na Hungria. Bonnici ficou em primeiro lugar na sua categoria no «Ti Amo Festival» na Roménia e também ganhou a categoria de canção original com a música intitulada «Vivrà ancora». Ganhou a secção de novo talento do festival Kanzunetta Indipendenza em 2012, e a categoria principal desse mesmo festival na edição de 2018. Pouco tempo depois, participou na primeira edição do The X Factor Malta.
A cantora participou na seleção nacional maltesa para o Festival Eurovisão da Canção de 2022 com a música «Heaven» escrita por Aidan, que acabou por ficar em 12.º lugar na final. A 18 de Outubro de 2023, foi anunciada entre os participantes da seleção nacional para a Eurovisão de 2024 com a canção «Loop», sendo posteriormente sorteada para atuar no primeiro espetáculo da fase semifinal, a 27 de Outubro daquele ano. No final da ronda, em finais de novembro, foi anunciado que estava entre os qualificados para a final que teve lugar a 3 de Fevereiro de 2024. Aí, ganhou a votação do júri e ficou em primeiro lugar com 102 pontos, e ganhou assim o direito de representar Malta no Festival Eurovisão da Canção 2024.